# Libarna
Libarna is een plaats (frazione) in de Italiaanse gemeente Serravalle Scrivia.
Libarna was een belangrijke stad in de Romeinse tijd.

## Geboren
- Osvaldo Bailo (1912-1997), wielrenner